# Rands Fjord
Rands Fjord är en konstgjord sjö på cirka 140 hektar i Danmark. Den skapades 1866 när en dämning och sluss byggdes över en arm av Vejle Fjord. Sjön ligger i Fredericia kommun i Region Syddanmark, i den centrala delen av landet, 180 km väster om Köpenhamn. Trakten runt Rands Fjord består till största delen av jordbruksmark. Sjöns utflöde och även dess största inflöde är Spang Å.